# Västslaviska språk
De västslaviska språken är en undergrupp av de slaviska språken. Till de västslaviska språken räknas tjeckiska, slovakiska, polska, högsorbiska och lågsorbiska. Till denna grupp hör dessutom det numera utdöda språket polabiska. Vidare är det omtvistat huruvida kasjubiska ska räknas som en polsk dialekt eller ett självständigt västslaviskt språk.

## Språkträd
- Indoeuropeiska språk
  - Satemspråk
    - Baltoslaviska språk
      - Slaviska språk
        - Västslaviska språk
          - polska
          - tjeckiska
          - slovakiska
          - högsorbiska
          - lågsorbiska
          - polabiska
          - kasjubiska